# Pinheyschna waterstoni
Pinheyschna waterstoni là loài chuồn chuồn trong họ Aeshnidae. Loài này được Peters & Theischinger mô tả khoa học đầu tiên năm 2011.